# اتان کتزبرگ
اتان کتزبرگ (انگلیسی: Ethan Katzberg؛ زادهٔ ۵ آوریل ۲۰۰۲) پرتاب‌گر چکش اهل کانادا است.
وی در مسابقات کشوری و بین‌المللی در مجموع برندهٔ ۳ مدال طلا، ۱ مدال نقره شده است.